# Aguino Selo
Aguino Selo ou Agino Selo (en macédonien Агино Село) est un village du nord de la Macédoine du Nord, situé dans la municipalité de Koumanovo. Le village comptait 965 habitants en 2002. Il se trouve entre les villes de Koumanovo et de Skopje.

## Démographie
Lors du recensement de 2002, le village comptait :
- Macédoniens : 949
- Serbes : 13